# Technische Code inzake de beheersing van de emissie van stikstofoxiden door scheepsdieselmotoren
De Technische Code inzake de beheersing van de emissie van stikstofoxiden door scheepsdieselmotoren (Technical Code on Control of Emission of Nitrogen Oxides from Marine Diesel Engines of NOx Technical Code 2008, NOx-code) is de MARPOL-standaard op het gebied van de uitstoot van stikstofoxiden door scheepsdieselmotoren. Met resolutie MEPC.177(58) werd op 10 oktober  2008 bepaald dat de code op 1 januari 2010 van kracht zou worden. Daarmee verving de code de eisen van MARPOL bijlage VI 1997 die van kracht werden op 19 mei 2005.